# JWP認定無差別級王座
JWP認定無差別級王座（ジェー・ダブリュー・ピーにんていむさべつきゅうおうざ）は、JWP女子プロレスが管理、認定していた王座。

## 歴史
1992年12月2日、JWP女子プロレス大田区体育館大会で行われた初代王座決定リーグに優勝したダイナマイト関西が初代王者になった。
ベルト部分の色から「金色のベルト」と呼ばれている。
2006年12月24日、JWP後楽園ホール大会で王者の日向あずみ、NWAパシフィック女子&NEO認定シングル王者の田村欣子による王座統一戦が行われて引き分けに終わった。
2010年10月10日、JWP東京キネマ倶楽部大会で王者の米山香織、TLW世界女子王座とAIW世界女子王座の二冠王者であるヘイリー・ヘイトレッドによる王座統一戦が行われて引き分けに終わった。12月23日、JWP後楽園ホール大会で王者の米山、NWAパシフィック女子&NEO認定シングル王者の田村による王座統一戦が行われて引き分けに終わった。
2011年6月26日、JWP松下IMPホール大会で王者のLeon、TLW世界女子王座とAIW世界女子王座の二冠王者であるヘイトレッドによる王座統一戦が行われて勝利したヘイトレッドが三冠王者になった。
2017年4月2日、JWPの活動停止により、王座を管理、認定しているJWPプロデュースが継続して管理するため封印。

## 歴代王者
| 歴代   | 選手                   | 戴冠回数 | 防衛回数 | 獲得日付       | 獲得場所 （対戦相手・その他）     |
| ------ | ---------------------- | -------- | -------- | -------------- | --------------------------------- |
| 初代   | ダイナマイト関西       | 1        | 3        | 1992年12月2日  | 大田区体育館 キューティー鈴木     |
| 第2代  | デビル雅美             | 1        | 1        | 1994年9月18日  | 横浜文化体育館 1994年10月20日返上 |
| 第3代  | ダイナマイト関西       | 2        | 2        | 1995年10月15日 | 後楽園ホール キューティー鈴木     |
| 第4代  | 福岡晶                 | 1        | 6        | 1997年4月8日   | 後楽園ホール                      |
| 第5代  | 日向あずみ             | 1        | 3        | 1999年2月28日  | 後楽園ホール                      |
| 第6代  | 輝優優                 | 1        | 1        | 1999年12月23日 | 後楽園ホール                      |
| 第7代  | コマンド・ボリショイ   | 1        | 0        | 2000年8月6日   | 後楽園ホール                      |
| 第8代  | 日向あずみ             | 2        | 5        | 2001年2月18日  | ディファ有明 2002年11月3日返上    |
| 第9代  | 日向あずみ             | 3        | 2        | 2004年11月28日 | 東京キネマ倶楽部 春山香代子       |
| 第10代 | 倉垣翼                 | 1        | 1        | 2005年9月18日  | 後楽園ホール                      |
| 第11代 | 豊田真奈美             | 1        | 3        | 2006年5月28日  | 後楽園ホール                      |
| 第12代 | 日向あずみ             | 4        | 5        | 2006年9月18日  | 後楽園ホール                      |
| 第13代 | 春山香代子             | 1        | 8        | 2008年4月29日  | 後楽園ホール                      |
| 第14代 | 高橋奈苗               | 1        | 2        | 2010年4月18日  | 後楽園ホール                      |
| 第15代 | 米山香織               | 1        | 10       | 2010年7月18日  | 後楽園ホール                      |
| 第16代 | Leon                   | 1        | 1        | 2011年4月3日   | 後楽園ホール                      |
| 第17代 | ヘイリー・ヘイトレッド | 1        | 3        | 2011年6月26日  | 松下IMPホール                     |
| 第18代 | 倉垣翼                 | 2        | 1        | 2011年12月23日 | 後楽園ホール                      |
| 第19代 | 春山香代子             | 2        | 2        | 2012年4月22日  | 後楽園ホール                      |
| 第20代 | さくらえみ             | 1        | 1        | 2012年10月28日 | 東京キネマ倶楽部                  |
| 第21代 | 中島安里紗             | 1        | 3        | 2012年12月24日 | 後楽園ホール                      |
| 第22代 | 華名                   | 1        | 2        | 2013年8月18日  | 後楽園ホール                      |
| 第23代 | 中島安里紗             | 2        | 6        | 2013年12月15日 | 後楽園ホール                      |
| 第24代 | 春山香代子             | 3        | 1        | 2015年4月5日   | 後楽園ホール                      |
| 第25代 | コマンド・ボリショイ   | 2        | 0        | 2015年7月11日  | 新宿FACE                          |
| 第26代 | 尾崎魔弓               | 1        | 2        | 2015年8月16日  | 後楽園ホール                      |
| 第27代 | 中島安里紗             | 3        | 2        | 2016年4月3日   | 後楽園ホール                      |
| 第28代 | 木村響子               | 1        | 2        | 2016年10月9日  | BASEMENT MONSTAR                  |
| 第29代 | 中島安里紗             | 4        | 0        | 2016年11月3日  | 後楽園ホール                      |
| 第30代 | 中森華子               | 1        | 3        | 2016年12月28日 | 後楽園ホール 2017年4月2日封印     |

## 主な記録
- 最多戴冠回数：日向あずみ、中島安里紗（4回）
- 最多防衛回数：米山香織（10回）
- 最多通算防衛回数：日向あずみ（15回）
- 最年少戴冠記録：ダイナマイト関西（22歳11ヶ月）
- 最年長戴冠記録：尾崎魔弓（46歳9ヶ月）